# Pasivizare
Pasivizarea reprezintă procesul de a face un material „pasiv” în relație cu alt material înainte de folosirea lor împreună.
În contextul coroziunii, pasivizarea este formarea spontană a unui strat puternic, non-reactiv pe suprafața materialului, ce protejează împotriva coroziunii. Acest strat este, de obicei, un oxid sau o azotură groasă de câțiva atomi.